# Huehue Zaca
Huehue Zaca o Çaca (náhuatl: [ˈweːweʔ ˈsaka]), también Zacatzin (Çacatzin, [saˈkatsiːn]), fue un noble azteca del siglo XV, príncipe y guerrero que sirvió como tlacateccatl («capitán general») bajo el gobernante Moctezuma I, su hermano. El nombre de Zaca deriva probablemente del náhuatl zacatl, que significa «hierba»; -tzin es un sufijo honorífico o reverencial. Huehue significa en náhuatl «el mayor», literalmente «anciano».

## Familia
Zaca fue el cuarto hijo del emperador Huitzilíhuitl. Su madre fue la princesa Miyahuaxochtzin, hija de Tlacacuitlahuatzin, gobernante de Tiliuhcan. Fue el medio hermano menor de los emperadores Chimalpopoca y Moctezuma I. Su otro hermano fue el príncipe Tlacaélel.
Se dice que Moctezuma mandó ejecutar a Zaca por cantar y tocar fuerte su tambor.
Zaca tuvo dos hijos: Tzontemoc, que sirvió como tlacateccatl bajo los sucesores de Moctezuma, Axayácatl y Tízoc; y Huitzilatzin, que fue instalado por Axayacatl como el primer gobernante de Huitzilopochco (ahora conocido como Churubusco), una ciudad cerca de Chalco cuyos habitantes se dice que eran caníbales antes de la imposición del gobierno azteca. Un descendiente de Zaca a través de su hijo Huitzilatzin, Hernando Huehue Cetochtzin, fue llevado junto con muchos otros nobles indígenas (especialmente Cuauhtémoc) en la expedición del conquistador Hernán Cortés a Honduras (Huey Mollan), durante la cual murió.